# Pierre-Alexandre Monsigny
Pierre-Alexandre Monsigny (Fauquembergues, 17 de octubre de 1729 - París, 14 de enero de 1817) fue un compositor francés y un miembro de la Académie des Beaux-Arts francesa (1813).
Está considerado, junto con André Ernest Modeste Grétry y François-André Danican Philidor, el fundador de un nuevo género musical, la opéra-comique, que abrió un recorrido evolutivo musical en el que profundizaron un buen número de compositores de las generaciones posteriores.
Fue instruido y educado en un colegio de jesuitas, en la localidad de Saint-Omer y allí descubrió la inclinación musical. Empezó, pues, a estudiar el violín, pero la muerte repentina del padre y la necesidad de sostener a la familia, lo obligaron a abandonar momentáneamente los estudios y a marchar a París (1749), donde obtuvo una ocupación primero en el Bareau des Comptes du Clergé y posteriormente como maitre' d'hotel del duque de Orleans. 
Tres años después, tras haber asistido a la interpretación de La serva padrona de Giovanni Battista Pergolesi en la Ópera Nacional parisino, refloreció allí su deseo de cultivar su talento artístico y luego un período de estudio efectuado como alumno del maestro Gianotti, pudo representar, recibiendo una buena acogida, su primera ópera cómica, titulada Les Aveux indiscrets (1759).
Le siguieron un buen número de obras escritas en poco tiempo, entre las cuales estuvieron: Le Maitre en droit (1760), Le Cadi dupé (1761), Le Roi fermier (1762), Rose et Colas (1764), Aline, reine de Golconde (1766), Le Déserteur (1769), La Faucon (1772). Todas estas óperas fueron compuestas para el teatro dre la Comédie Italienne.
Monsigny pasó un período difícil desde el punto de vista económico, a causa de las privaciones impuestas por la Revolución francesa y del régimen del Terror. Logró sobrevivir gracias a una pensión dotada por la Opéra-Comique.
En el año 1800, obtuvo el cargo de inspector del Conservatorio de París y en el año 1813 se convirtió en académico, tomando el puesto de Grétry.